# 萊茵克利夫 (紐約州)
萊茵克利夫（英語：Rhinecliff）是位於美國紐約州達奇斯縣的普查規定居民點。

## 人口
根據2020年美國人口普查的數據，萊茵克利夫的面積為2.70平方千米，當中陸地面積為2.66平方千米，而水域面積為0.04平方千米。當地共有人口380人，而人口密度為每平方千米140.74人。